# Сергиево-Посадский государственный историко-художественный музей-заповедник
Се́ргиево-Поса́дский госуда́рственный исто́рико-худо́жественный музе́й-запове́дник — государственное бюджетное учреждение культуры, расположен в центре города Сергиева Посада.

## История
Сергиево-Посадский музей-заповедник создан по Декрету Совета Народных Комиссаров РСФСР, подписанному В. И.  Лениным, от 20 апреля 1920 г. «Об Обращении в музей историко-художественных ценностей Троице-Сергиевой Лавры». Структура музея была подготовлена Комиссией по охране памятников искусства и старины Троице-Сергиевой лавры, созданной в 1918 и проработавшей до 1925 года. В её состав входили видные деятели культуры и представители Русской Православной церкви: П. А. Флоренский, Ю. А. Олсуфьев, А. Н. Свирин, Т. Н. Александрова-Дольник, П. Н. Каптерев и другие (большинство из них были впоследствии репрессированы). Основу музейной коллекции составили ценности Лавры — предметы древнерусского искусства.
С первых лет существования музея начинается реставрация архитектурных памятников Троице-Сергиевой лавры. Однако большинство её древних зданий в 1920-е — 1930-е гг. использовалось не в музейных целях, а под склады, тогда как крепостные стены, за отсутствием в городе жилищного строительства, мало-помалу превращались «в жилые помещения путём возведения в нишах стенок и устройства печей». К концу 1938 года лаврские сооружения оказались «запущенными и разрушающимися». В 1929 году музей получил название «Сергиевский государственный историко-художественный, бытовой и антирелигиозный музей». В 1938 году был принят Генеральный план реставрации И. В. Трофимова, созданный при участии А. В. Щусева. Общее руководство реставрационными работами в соответствии с Генеральным планом осуществлял Ученый Совет музея, в состав которого входили выдающиеся деятели культуры: И. Э. Грабарь, А. В. Арциховский, С. В. Бахрушин, М. В. Нестеров и другие.
В послевоенные годы начинается новый период в истории музея. С 1946 года вновь действует мужской монастырь, постепенно возобновляется богослужение в храмах. Когда, наконец, в августе 1956 года было издано постановление СМ РСФСР «О передаче Московской патриархии зданий и сооружений, расположенных на территории Троице-Сергиевой лавры в г. Загорск», в её стенах в качестве музейных площадей остались только корпуса, расположенные вдоль западной крепостной стены: Ризница, Казначейский корпус и Больничные палаты с церковью препп. Зосимы и Савватия Соловецких. В Казначейском корпусе была развернута последовательная система экспозиций: «История Троице-Сергиевой лавры», «Некрополь Троице-Сергиевой лавры», «Архитектурный ансамбль Троице-Сергиевой лавры и методы его реставрации», «Древнерусская живопись XIV—XVII вв.», «Древнерусское прикладное искусство XIV—XVII вв.», «Русское искусство XVIII- начала XX вв.», «Русское народное искусство XVIII- начала XX вв.», «Современное декоративно-прикладное искусство».
Одновременно с исследованием древних коллекций началось изучение народного и современного декоративно-прикладного искусства. В результате собрание народного искусства музея становится одним из самых полных и лучших в нашей стране. В 1980-е годы в научной работе музея появилось новое направление — археологическое и краеведческое изучение Радонежского края. Началось систематическое накопление материалов, организуются археологические раскопки, собираются документы, предметы быта, старые фотографии, приобретаются различные артефакты, организуются интересные выставки.
Следующий этап в истории музея начался в 1990-е гг. В 1992 году распоряжением Президента России Сергиево-Посадский музей-заповедник был отнесен к особо ценным объектам национального культурного наследия Российской Федерации.
В период 2001—2005 гг. музеем проведена огромная работа по переводу коллекций с территории Лавры в другие здания. Были отреставрированы помещения памятника архитектуры XVIII — XX вв. «Конный двор», в которых разместились экспозиции русского народного и декоративно-прикладного искусства.

## Коллекция

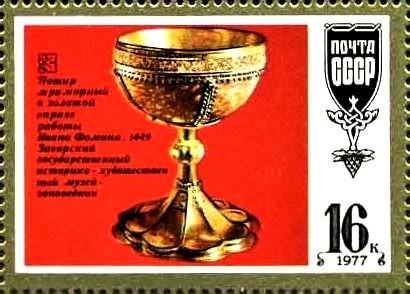
Потир И. Фомина, 1449 г. Мрамор, золото, скань

Коллекцию музея составляют более 110 тыс. экспонатов: иконы, старинные рукописи и старопечатные книги, лицевое и орнаментальное шитьё, золотые и серебряные предметы, произведения живописи, графики, русского народного и современного декоративно-прикладного искусства, предметы быта, фотографии.

## Расположение
Экспозиции и выставки музея знакомят посетителей с памятниками русской культуры XIV—XXI вв.
Выставки и экспозиции размещаются в 4-х зданиях в центре города:
— Ризница (на территории Троице-Сергиевой Лавры);
— Музейный комплекс «Конный двор» — ул. 1-й Ударной Армии, 2а (русское народное и декоративно-прикладное искусство, археология, история);
— Краеведческий отдел — Овражный пер, д. 9а;
— Главный корпус — пр. Красной Армии, д. 144 (выставочные залы).

## Проезд
На электричке с Ярославского вокзала г. Москвы или автобусом № 388 от ст. м. ВДНХ до Сергиева Посада. Далее от вокзала на автобусе или маршрутном такси до остановки «Центр» (одна остановка) или пешком по ул. Сергиевская и пр-ту Красной Армии.
Посмотреть карту

## Залы экспозиций

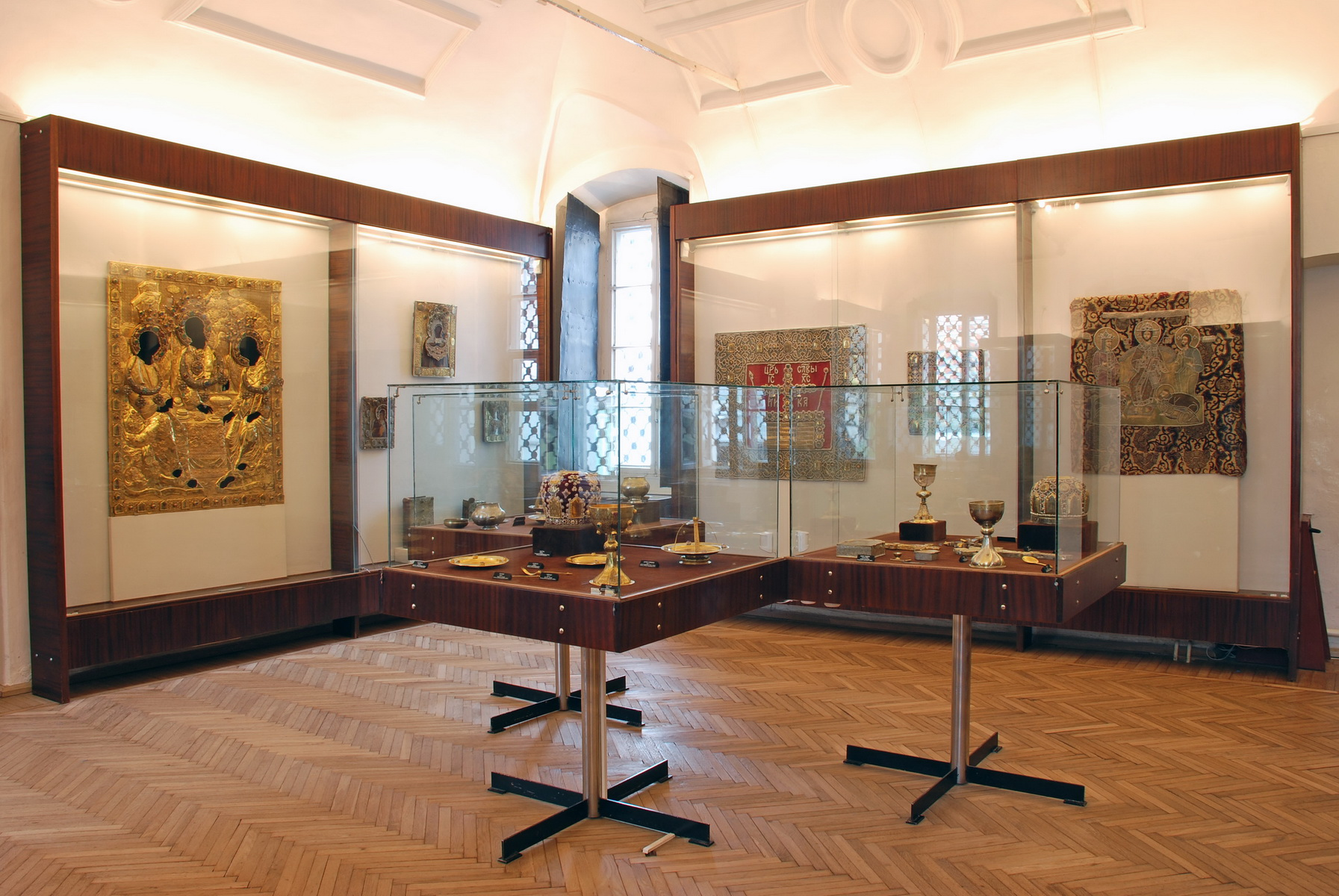
Один из залов экспозиции «Ризница Троице-Сергиевой лавры XIV-XIX вв.»
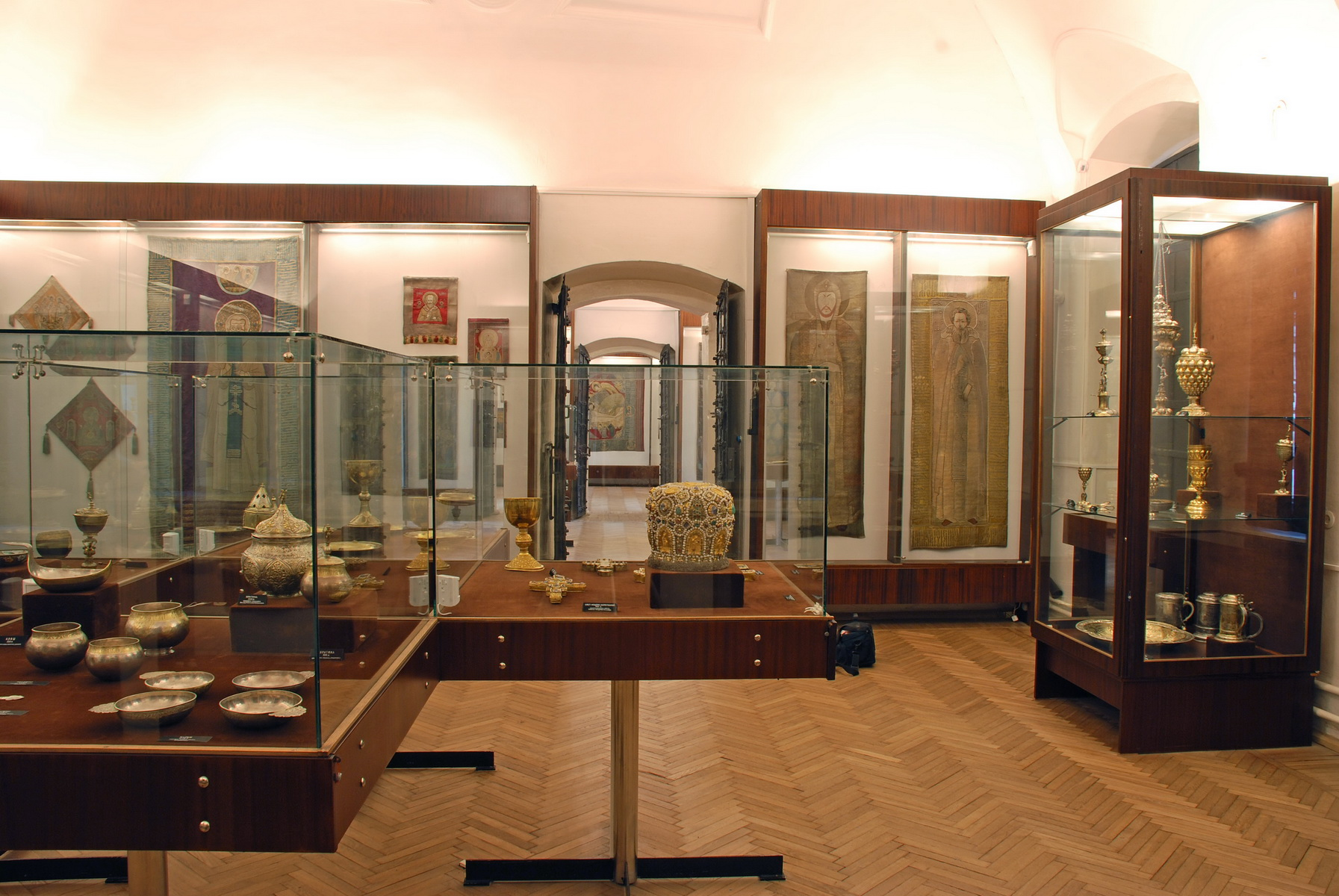
Один из залов экспозиции  «Ризница Троице-Сергиевой лавры XIV-XIX вв.»
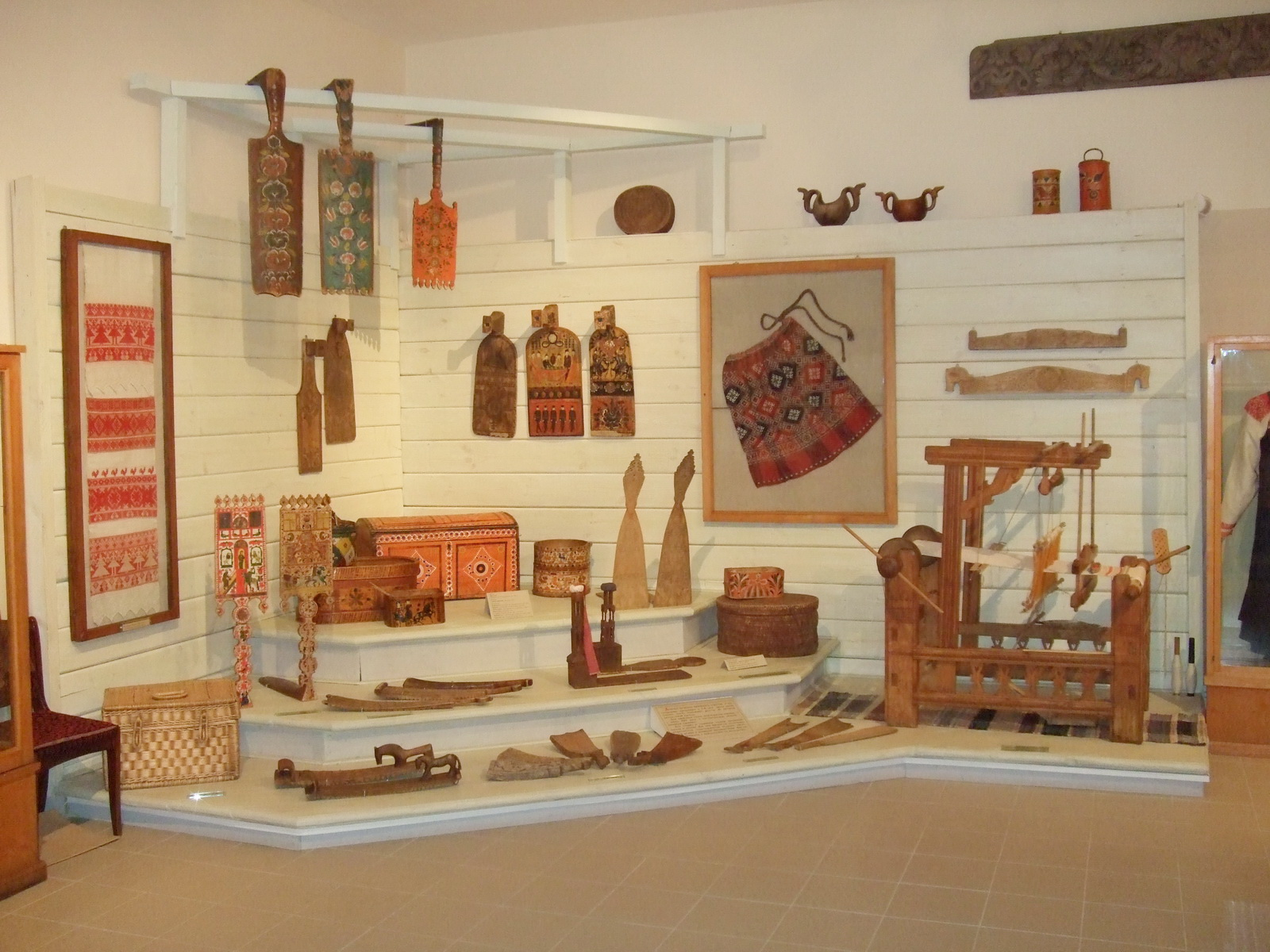
Фрагмент экспозиции «Мир русской деревни»
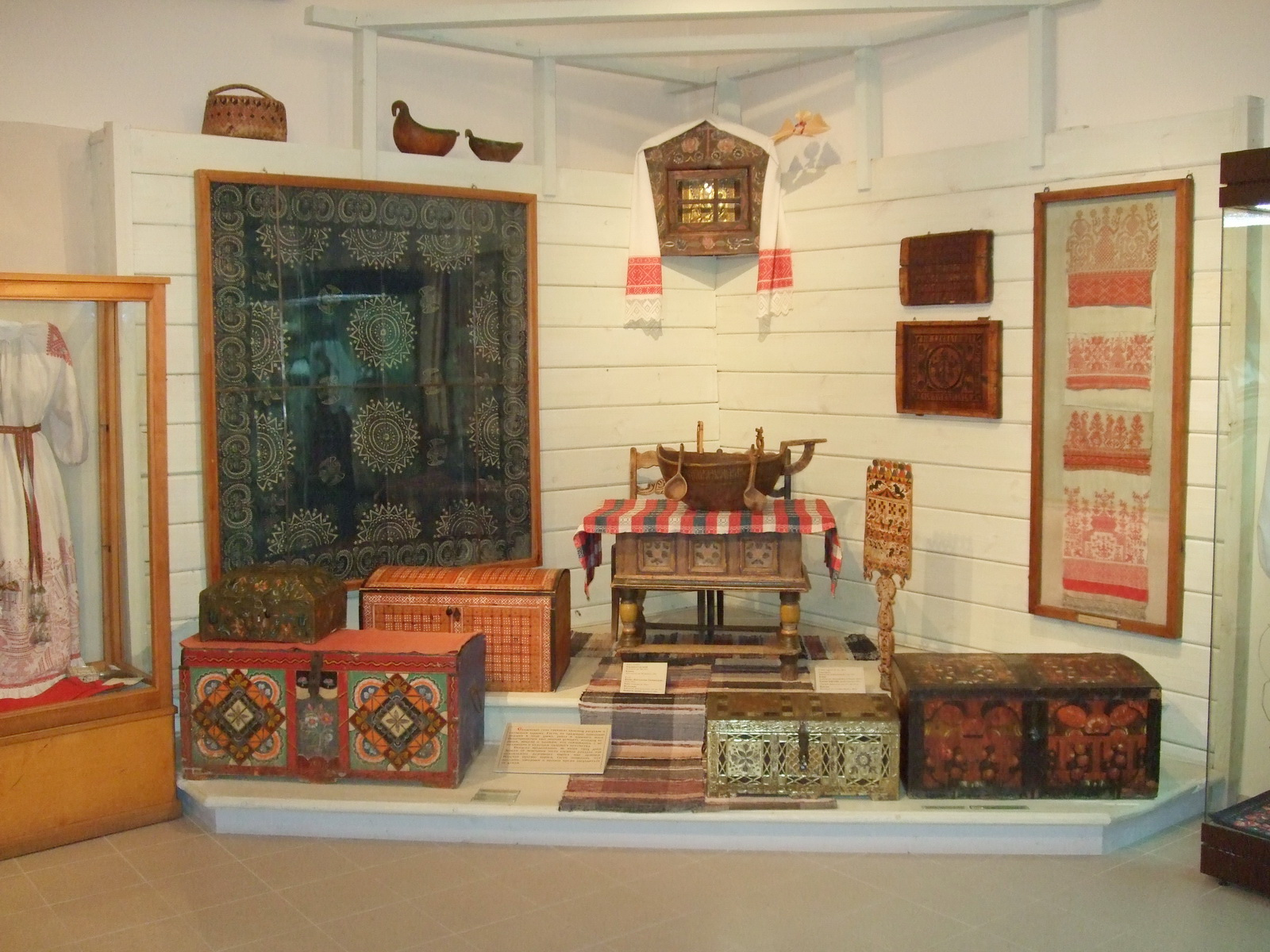
Фрагмент экспозиции «Мир русской деревни»
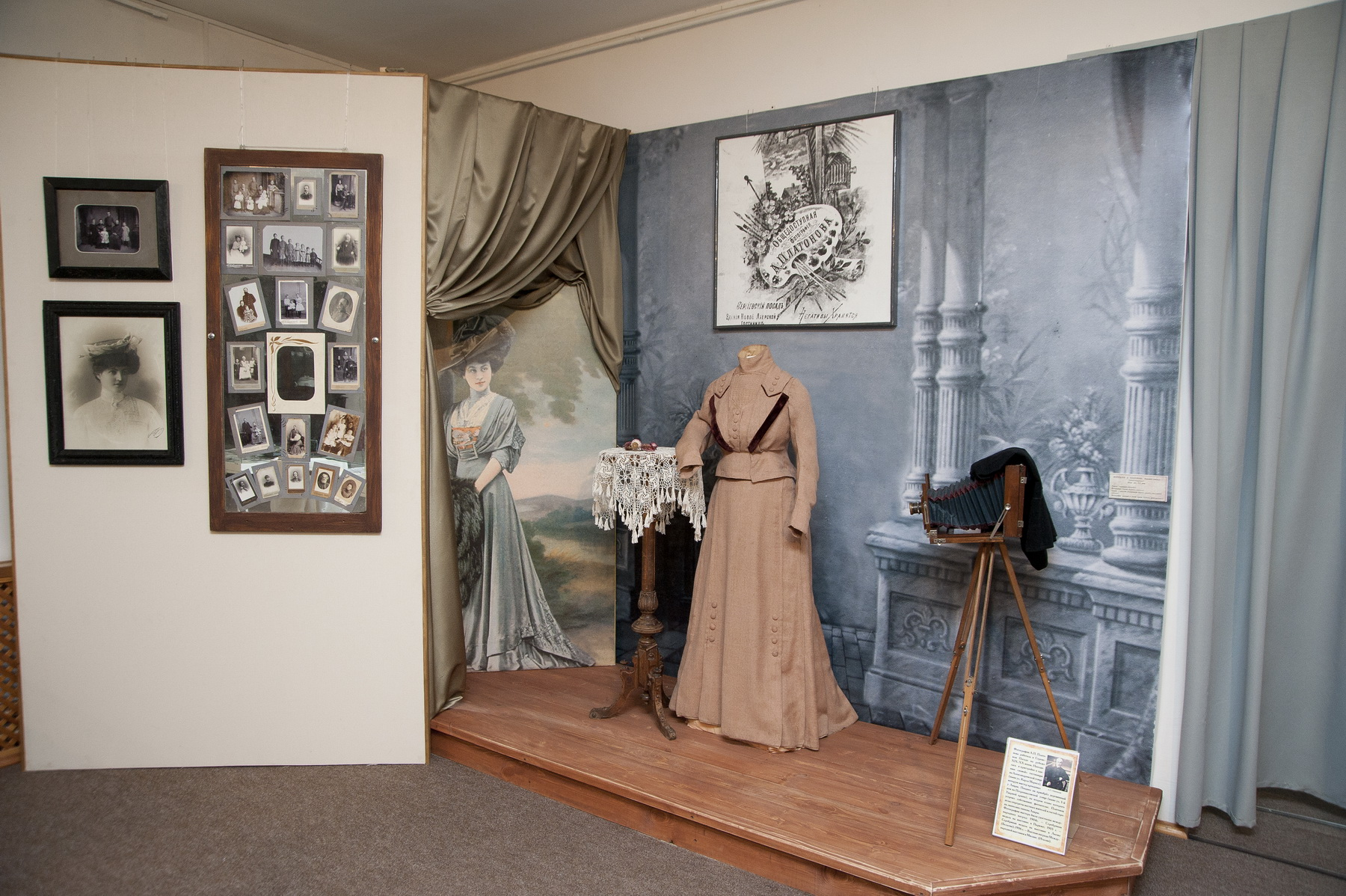
Фрагмент экспозиции «У Троицы в Сергіевом посаде»
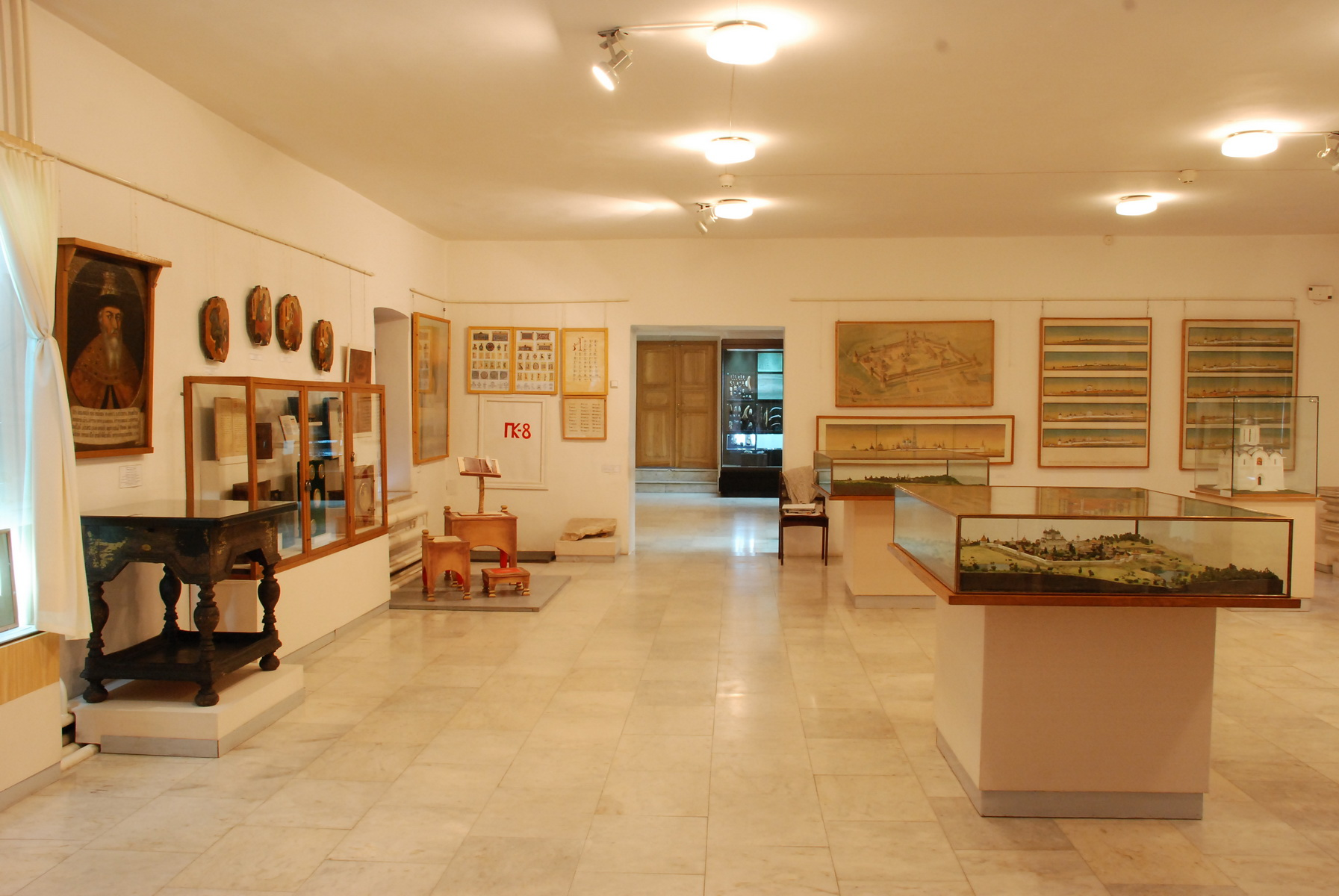
Фрагмент экспозиции «Троице-Сергиева Лавра: архитектурный ансамбль, страницы истории (XIV-XVIII вв.)»
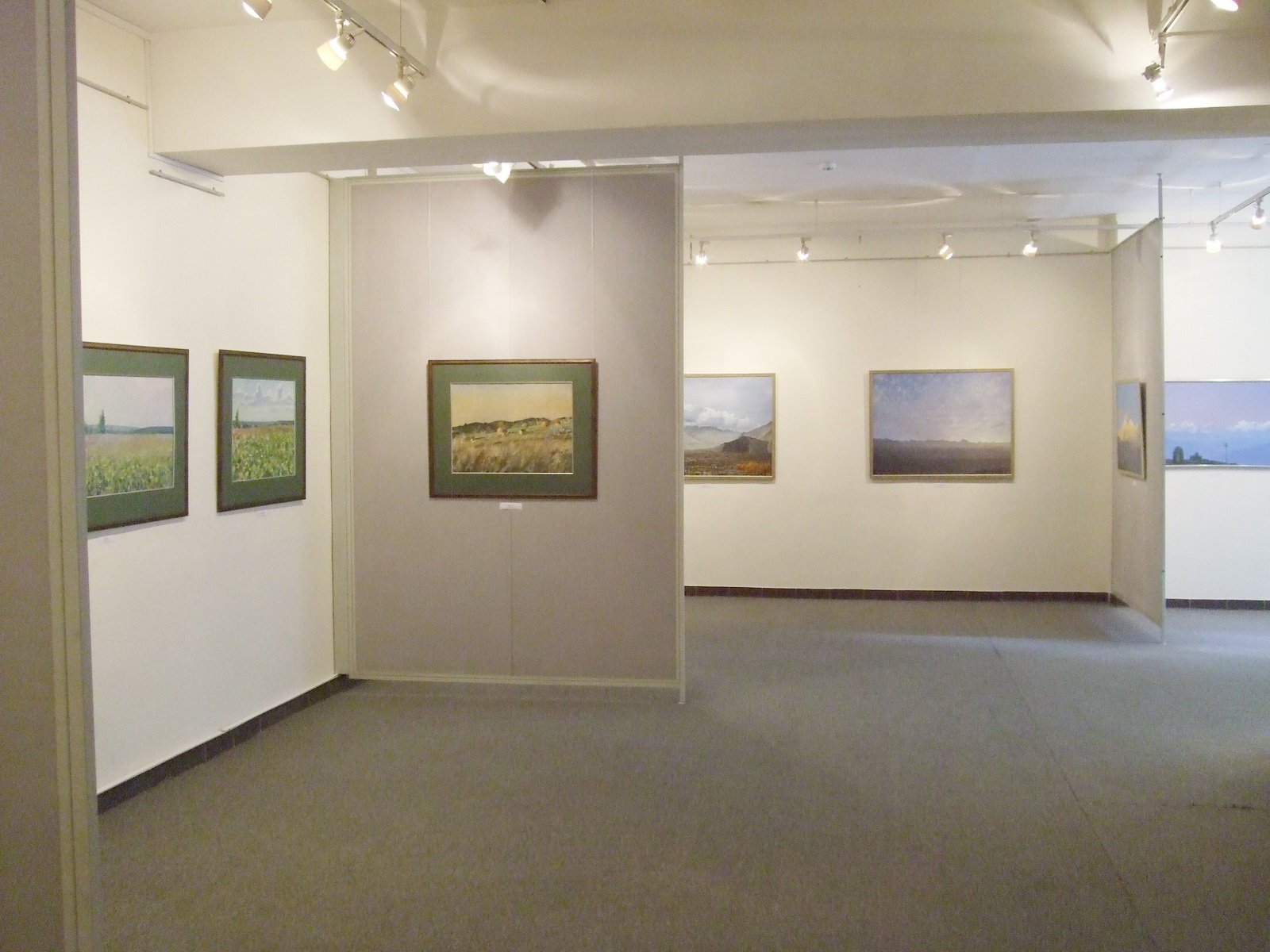
Выставочный зал, часть экспозиции
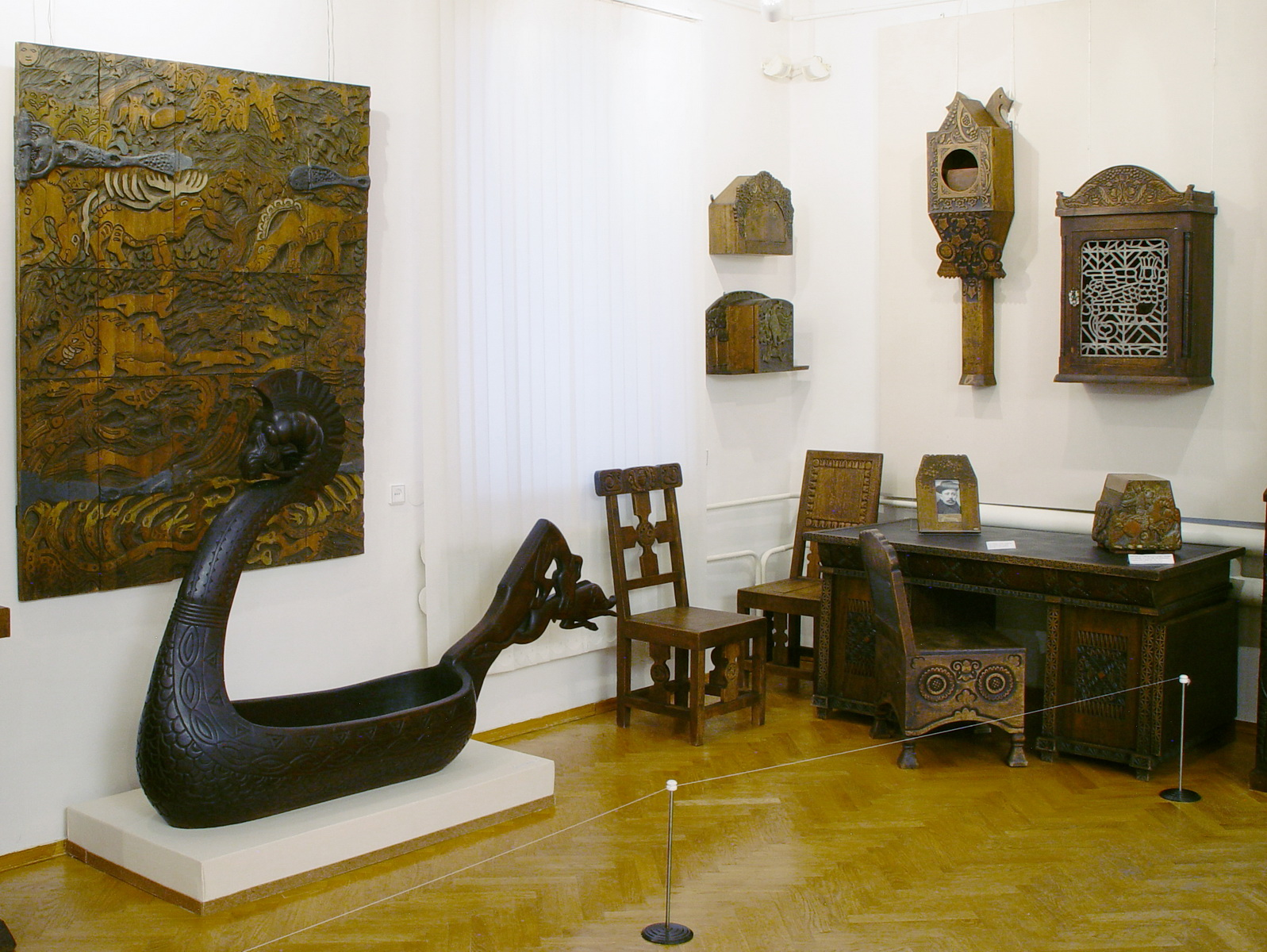
Фрагмент экспозиции «Декоративно-прикладное искусство XIX-XXI вв.»